# Arð
Arð ist eine 2019 gegründete Atmospheric-Doom-Band.

## Geschichte
Sänger, Multiinstrumentalist und Texter Mark Deeks initiierte Arð. Der durch seine Beteiligung an Winterfylleth bekannte Musiker konzipierte die 2019 in Newcastle upon Tyne gegründete Band als Soloprojekt. Der Name der Band leitet sich von einem altenglischen Wort ab, das im Dialekt des Königreichs Northumbria ‚Heimatland‘ bedeutet. Auf Northumbria als historischer und regionaler Bezugspunkt richtete Deeks Arð konzeptionell aus. Das über Prophecy Productions veröffentlichte Debüt ist an der Geschichte der sterblichen Überreste von Cuthbert von Lindisfarne orientiert. An den Aufnahmen beteiligten sich Dann Capp von Wolcensmen als Gitarrist und Hintergrundsänger, Callum Cox von Atavist als Schlagzeuger und Jo Quail von My Dying Bride als Cellistin.
Die Kritiken variierten von wenigen durchschnittlichen bis zu lobenden Beurteilungen. Es sei „kein großes“, aber „ein feines Werk“ hieß es für Medienkonverter. Das Album sei „herausfordernd, aber wunderschön zum Fallenlassen“ urteilte Petra Schurer für Metal Hammer. Es sei ein „rundum stimmige[r] Soundtrack“ zur „tristen Jahreszeit“ hieß es für Bleeding4Metal. Das Album erweise sich als „spannend und homogen“, während „die Atmosphäre immer im Mittelpunkt“ stünde hieß es indes für Metal.de. So habe Deeks auf Take Up My Bones „den perfekten musikalischen Ausdruck gefunden, um“ die Geschichte der Reliquien von Cuthbert von Lindisfarne zu erzählen. Für vereinzelte Auftritte im Herbst des Jahres 2022 lud Deeks die Musiker Chris Naughton, Kostas Panagiotou, Nick Wallwork, Callum Cox und Mark Doyle in die Band.

## Stil
Die Musik von Arð wird als cineastisch und atmosphärischer Doom Metal beschrieben. Insbesondere auf Filmmusik verweisen diverse Rezensenten. Deeks indes benennt Mourning Beloveth, Tenhi, Funeral, Kauan und Skepticism als Einflüsse. Der Gesang kombiniert sakral anmutende Choräle und Sprechpassagen. Auf Zephyrs Odem wird die Musik als „Minimal-Doom mit fast schon funeralistisch anmutenden Slowmo-Rhythmen“ wahrgenommen. In der Instrumentierung steht besonders das Cello im Vordergrund und transportiert schwere düstere Melodien „melancholische[…] Keyboard- und Gitarrenmelodien“ ergänzen den Klang zu der betont cineastischen Atmosphäre. „Melancholischer Gesang, dazu ein Cello, Klavier und eine Orgel hier und da runden das Bild stimmig ab.“

„This is atmospheric doom that is soaked in the history of the old kingdom of Northumbria in north east England. Mournful hymns from a doomed age!“

„Es ist Atmospheric Doom, eingetaucht in die Geschichte des alten Königreichs Northumbria im Nordosten Englands. Elegien eines zum Scheitern verurteilten Zeitalter!“

## Diskografie
- 2022: Take Up My Bones (Album, Prophecy Productions)
- 2024: Untouched by Fire (Album, Prophecy Productions)